# Проспект Металлистов
Проспе́кт Металли́стов — крупная транспортная магистраль в северной части Санкт-Петербурга. Проходит от Якорной улицы (Красногвардейский район) до Лабораторной улицы (Калининский район).

## История

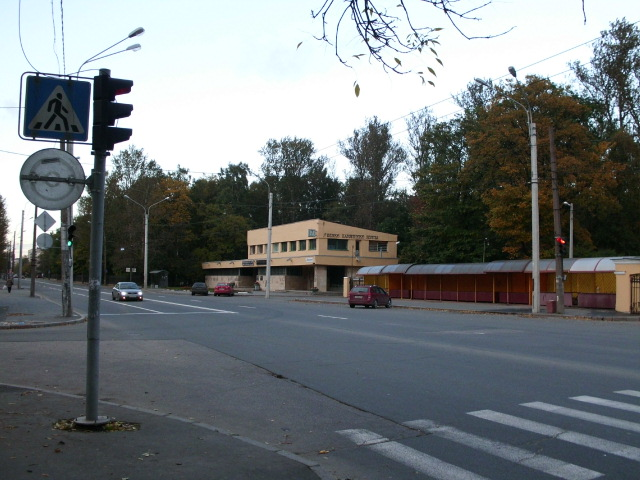
Проспект Металлистов у Большеохтинского кладбища

Название дано в ноябре 1962 года в честь рабочих Ленинградского Металлического завода.
Нынешний проспект был проложен в 1962 году и включил в себя бывший Анисимовский (или Анисимов) переулок, Любашинский проспект и Покровскую улицу.

## Достопримечательности
- дом № 3 — Дом для призрения бедных (т. н. «бесплатные квартиры») им. П. С. и Л. Д. Елисеевых, ныне — один из корпусов РГГМУ
- участок дома № 5 — Большеохтинское Георгиевское кладбище. В частности неподалёку от проспекта Металлистов находилась построенная в 1846—1853 годы архитектором К. И. Брандтом на единоверческом участке церковь Димитрия Солунского. (Не сохранилась)
- Дом № 119 — школьное здание (1935, архитектор В. И. Печенев-Василевский), ныне занимаемое центром МЧС
- Полюстровский парк
- Любашинский сад

## Пересекает или примыкает

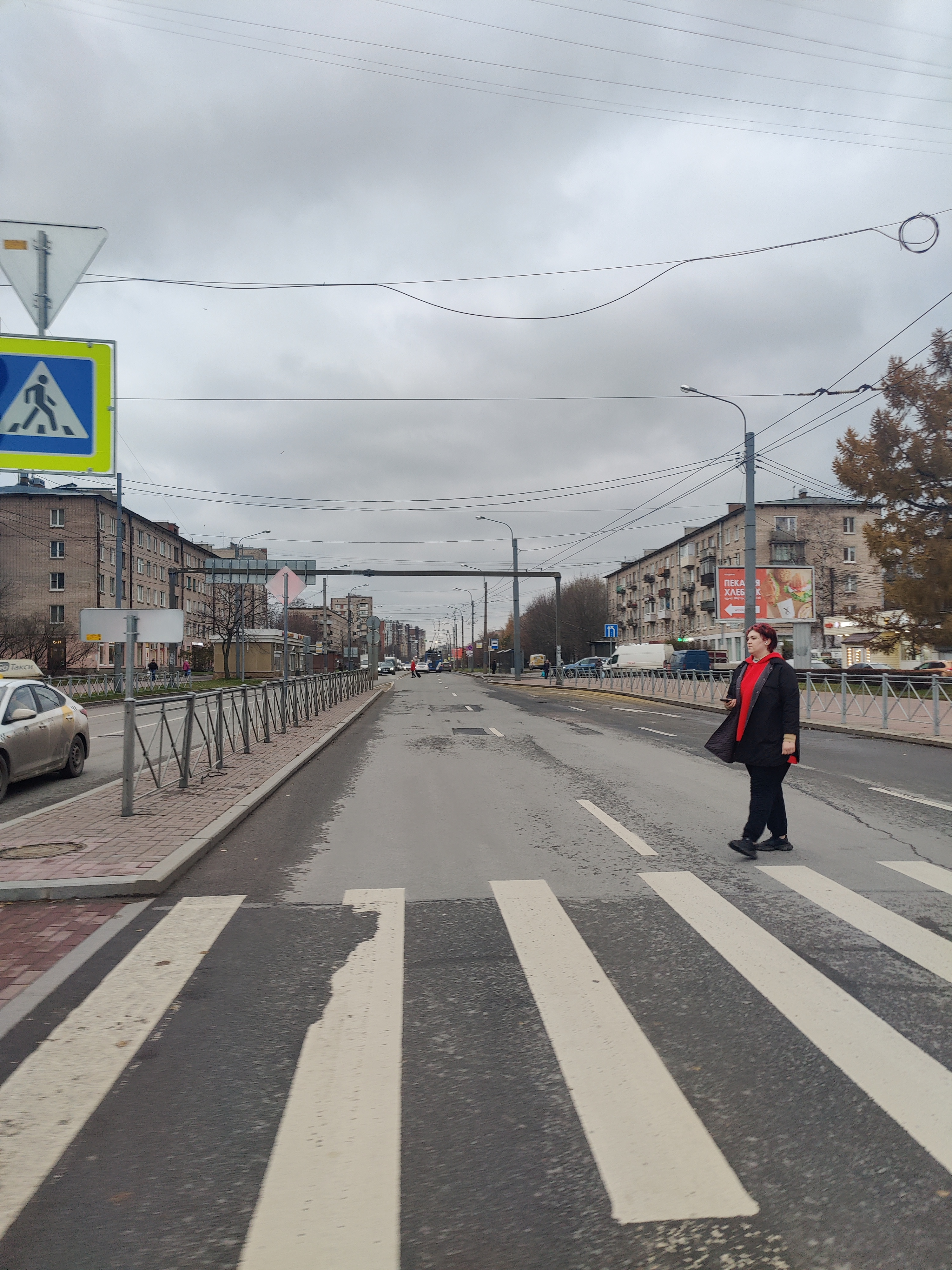
Проспект Металлистов у пересечения с Пискарёвским проспектом

С юго-востока на северо-запад:
- Якорная улица
- Партизанская улица
- Шепетовская улица
- улица Александра Ульянова
- улица Дегтярёва
- Комарова улица
- Панфилова улица
- Большая Пороховская улица
- шоссе Революции
- Крюкова улица
- Апрельская улица
- Пискарёвский проспект
- Замшина улица
- улица Федосеенко
- Кондратьевский проспект
- Лабораторная улица

## Транспорт
По проспекту ходят троллейбусы:
- № 3 (улица Маршала Тухачевского — Балтийский вокзал)
- № 16 (станция Ручьи — площадь Бехтерева)
- № 43 (Финляндский вокзал — Товарищеский проспект)

А также троллейбусы, следующие от станции метро «Новочеркасская» в троллейбусный парк № 2 Арсенальная, 27.